# La Ilustración hispano-americana
La Ilustración hispano-americana va ser una revista setmanal publicada a Barcelona 4 de gener de 1891 i el 31 de desembre del 1891, com a continuació de La Ilustración (1880-1885),  de la que es van publicar 51 edicions, arribant al total de 582 entre ambdues. El preu depenia del seu lloc de venda. A Espanya es podia adquirir un número per un ral espanyol (per tant, 52 rals anuals). En canvi, als països de la Unió Postal el preu era de 25 francs anuals. Per acabar, a la resta de països de parla hispana el preu quedava sota la decisió dels corresponsals i dels punts de venda locals. Acostumava a tenir unes 16 pàgines per número, tot i que aquest número s'aniria reduint a només 12 pàgines en la seva última edició.

## Història
La seva predecessora', coneguda com la Ilustración, va sorgir l'any 1880 de la ma de Lluís Tasso i Serra, propietari de l'Establiment Tipogràfic de Lluís Tasso i director de la revista.
Publicada sempre en castellà, va ser una de les primeres revistes que feia ús d'il·lustracions per acompanyar els seus articles. A banda d'això, també emprava molts elements decoratius (una ampla capçalera, destacades lletres capitals, escuts, etc.). Aquesta primera revista va ser editada entre els anys 1880 - 1885, arribant a les 530 edicions en el moment en què es va dissoldre. Aquell mateix any la revista va quedar dissolta i es va deixar de publicar. Cinc anys després, el germà de Lluís, Torquat Tasso i Serra, en va modificar la capçalera, afegint-li el subtítol hispano-americana.
| Director                                                   | Temps en el càrrec |
| ---------------------------------------------------------- | ------------------ |
| Lluís Tasso i Serra (a càrrec de la revista anterior)      | 1880 - 1885        |
| Torquato Tasso i Serra (des del començament fins al final) | 1891 - 1891        |

## Publicacions i contingut
Aquesta remodelació i reinici de la revista ve motivada per un intent de reestructuració de la mateixa revista. Aquesta reestructuració es basava en donar més visibilitat als aspectes relacionats amb els països hispano-americans, donant sentit al subtítol de la revista. D'aquesta manera es dirigien de manera més directa als seus lectors hispano-americans i aconseguien més ingressos. Es així com a principis del any 1891, Torcuato Tasso començà la publicació de la Ilustración hispano-americana. La revista, malauradament tindria una vida molt breu; el 31 de desembre d'aquell mateix any es publicaria la última edició.
La revista s'estructurava de la següent manera:
- Una portada amb gran il·lustració a la capçalera, que donava informació bàsica sobre la revista (nom, editorial, preu, data de publicació, número...).
- El cos de la revista podia variar en cada edició, però normalment s'acostumava a dedicar-se a articles, noticies i cròniques. Ocupava entre sis i vuit pàgines, ocupant gran part de l'edició. Aquests textos estaven acompanyats per imatges de gran qualitat si tenim en compte que es tracta de finals del segle xix.
- Sovint les edicions estaven acompanyades per suplements de diferents temàtiques. Sempre estaven acompanyats per moltes imatges.
- Les darreres pàgines es dedicaven a aspectes de menor rellevància: en aquest apartat s'incloïen passatemps, anècdotes de ciutat i espais per a anunciar productes i serveis.

No es pot definir la temàtica de la revista. Si més no, caldria dir que es tracta d'una revista generalista. En els diversos números es parla de temes d'actualitat, ciències, polítiques, cultura... i fins i tot trobem seccions on s'incloïen diàlegs i creacions literàries com ara per exemple poemes. Destaquen apartats com crónicas madrileñas, que com el seu nom indica, eren cròniques relaciones amb fets de certa importància que havien passat a Madrid. També cal mencionar que la revista tenia capital suficient com per tenir diferents corresponsals arran del món, com es pot entendre a partir de la procedència de les imatges que acompanyaven els articles.

## Final de la revista
Sobre el final de la revista, no s'ha trobat cap evidència (ni bibliogràfica ni monogràfica) que parlés sobre el final de la revista. Per tant, només es poden fer suposicions. La principal hipòtesi és que va arribar un moment en què seguir l'edició de la revista no resultava rendible, potser degut a una reducció en el nombre de lectors i una pèrdua de interès per la seva part. Això es pot arribar a suposar arran d'un fet notable en el desenvolupament de la revista.
Es tracta de la modificació d'un dels subtítols de la portada. En les primeres edicions, s'hi incloïa un requadre amb el text següent:
TODOS LOS GRABADOS QUE PUBLICA ESTA REVISTA SON ORIGINALES O INÉDITOS EN ESPAÑA. Quedan reservados los derechos que conceden las Leyes y Tratados de Propiedad intelectual.
En canvi, en les darreres edicions de la revista deia el següent:
PARA ANUNCIOS Y SUSCRICIONES, LUIS TASSO, ARCO DEL TEATRO, 21 Y 23, BARCELONA. Quedan reservados los derechos que conceden las Leyes y Tratados de Propiedad Intelectual.
El fet que el subtítol que advertia sobre la legitimitat de les imatges hagués estat substituït per una oferta per a possibles anunciants, pot donar a entendre una necessitat de generar ingressos i no rentabilitat.